# شترخون (باتاوة)
شترخون (بالفارسية: شترخون) هي قرية تقع في إيران في قسم باتاوة الريفي. يقدر عدد سكانها بـ 270 نسمة بحسب إحصاء 2016.